# Рудеральна рослинність
Рудеральні рослини (англ. ruderal plants) — рослини, що ростуть на звалищах, смітниках, пустирях, понад дорогами і на різних засмічених місцях. Рудеральні рослини сприяють відновленню порушених екосистем.